# テルグ語
テルグ語（テルグご、తెలుగు）は、ドラヴィダ語族に属する言語で、インド南東部のアーンドラ・プラデーシュ州およびテランガーナ州の公用語である。
タミル・ナードゥ州、カルナータカ州などでも話され、ドラヴィダ語族の諸言語のなかで約8,000万人ともっとも多数の使用者がいる。
インド連邦レベルでも憲法の第8付則に定められた22の指定言語のひとつである。
しかし言語的求心性が弱く、標準化も進んでいない。

## 文字
ブラーフミー文字より発展したテルグ文字を使用する。
ブラーフミー文字は元々プラークリットを表記するための文字であったために発音に無用な混乱が生じている（音声上同じ音であっても、それらを表記するテルグ文字が異なる場合には発音上でもそれらを区別することが求められたので、そのような単語がテルグ文字で書かれている場合、それを読む者によって違う発音となることがある）。

## 発音
フランス語のリエゾンをもっと一般化したような「連音」があり、発音で聞くと個々の単語の境界が不明である。
19世紀のイギリス人が東洋のイタリア語と呼んだように母音に特徴があり母音の数は20以上あるとはいえ、実用的に使用される主要な単母音は4種類で日本人には馴染みのある発音しやすい言葉である。

## 歴史と文法構造
テルグ語はドラヴィダ語ではあっても西暦1世紀頃に、南インドに勢力を確立したアーリヤ系のアーンドラ朝（サータヴァーハナ朝）の文化影響を大きく受けている。その文字ともあいまってサンスクリット語からの語彙の借用や造語がきわめて多い。
またヒンドゥスターニー語（ヒンディー語、ウルドゥー語）やペルシア語、アラビア語からの語の混入もある。
北インドにイスラム諸王国が築かれると逆に南におけるヒンドゥー文化の正統維持者の自負を持ち、カースト制を重視した。この結果、テルグ語の古典詩人たちは多く、サンスクリットでも作品を造ったため、テルグ語にはさらに多くのサンスクリット系の語彙が流入した。
このようなヒンドゥー文化の重視のため、テルグ語話者自身にテルグ語伝統への求心性が薄く、多数の方言に分化して20世紀になるまで共通語の試みも自然的な収束もなかった。
20世紀になってようやく共通語化が進められたが、それでも方言分化があり逆に後退しているようにも見える。
英語や近隣のドラヴィダ語などを話者が併用するため、膨大な使用人口を持ちながら消滅へと向かっている可能性があるとさえ指摘する者もいる。
テルグ語は、名詞の格変化を表現するのに、すべての名詞の単数形・複数形に適用される決まった接尾音節を加える。
この接尾音節は日本語の「格助詞」に似ている。
そのため、インド・ヨーロッパ語のような屈折言語というより、日本語や、アルタイ諸語の言語に似ており、膠着語に近い。
複数形を厳密に区別しなければならない点を除くと、日本人には理解しやすく修得しやすい文法構造である。

### 格変化
例えば、Ramudu （男性名詞，単数・主格）の屈折変化は次のようになるが、ここで示された「接尾音節」が、すべての名詞に対し、単数・複数に関係なく付いて、格を表示するというのは、屈折言語における格変化というより、日本語などの膠着語における「格助詞」に近いものだということになる。
| 主格 （－は） ： | Ramudu       |  | ( －du )     |
| 対格 （－を） ： | Ramuni       |  | ( －ni )     |
| 造格 （－で） ： | Ramuniki     |  | ( －ki )     |
| 与格 （－に） ： | Ramuniki     |  | ( －ki )     |
| 奪格 （－で） ： | Ramudininchi |  | ( －ninchi ) |
| 属格 （－の） ： | Ramunidi     |  | ( －di )     |

### 語順
また、文章を構成する要素単語の語順で見ると、テルグ語では「行為主体（主格）－行為対象（対格）－行為・述語詞」というような順序である。
「ラーマはボールを打つ」という日本語での言葉の語順は、「ラーマは」－「ボールを」－「打つ」という風に、テルグ語と同じである。
Ramudu　bantini　kottadu
ラーマは　ボールを　打つ

## 文化的背景
テルグ語の話者は、南インドの大穀倉地帯に住み、米を主食とするので、文化的に日本に似た面もある。
日本語で「稲」「米」「ごはん」が、独立した単語としてあるのと同様に、テルグ語でも、これらは独立単語である。
米一粒一粒に女神が宿っているとされ、そのため、米一粒一粒も、大事に扱わねばならないという文化がある。
米はまた繁栄の象徴で、常に複数で表現される。

## 文化

### 人名
テルグ語での人名は他の南アジア人と異なり、（東アジアとハンガリーと同じく）姓が名前の前に来る。

### 映画
テルグ語で造られた映画の数は非常に多い。インドでも、もっとも多いのがテルグ語映画である。

## 辞書
英語:
- Brown, Charles Philip (1852). A Dictionary, Telugu and English: Explaining the Colloquial Style Used in Business and the Poetical dialect, with Explanations in English and in Telugu. Madras: The Christian Knowledge Society's Press